# Makrofitowy Indeks Rzeczny

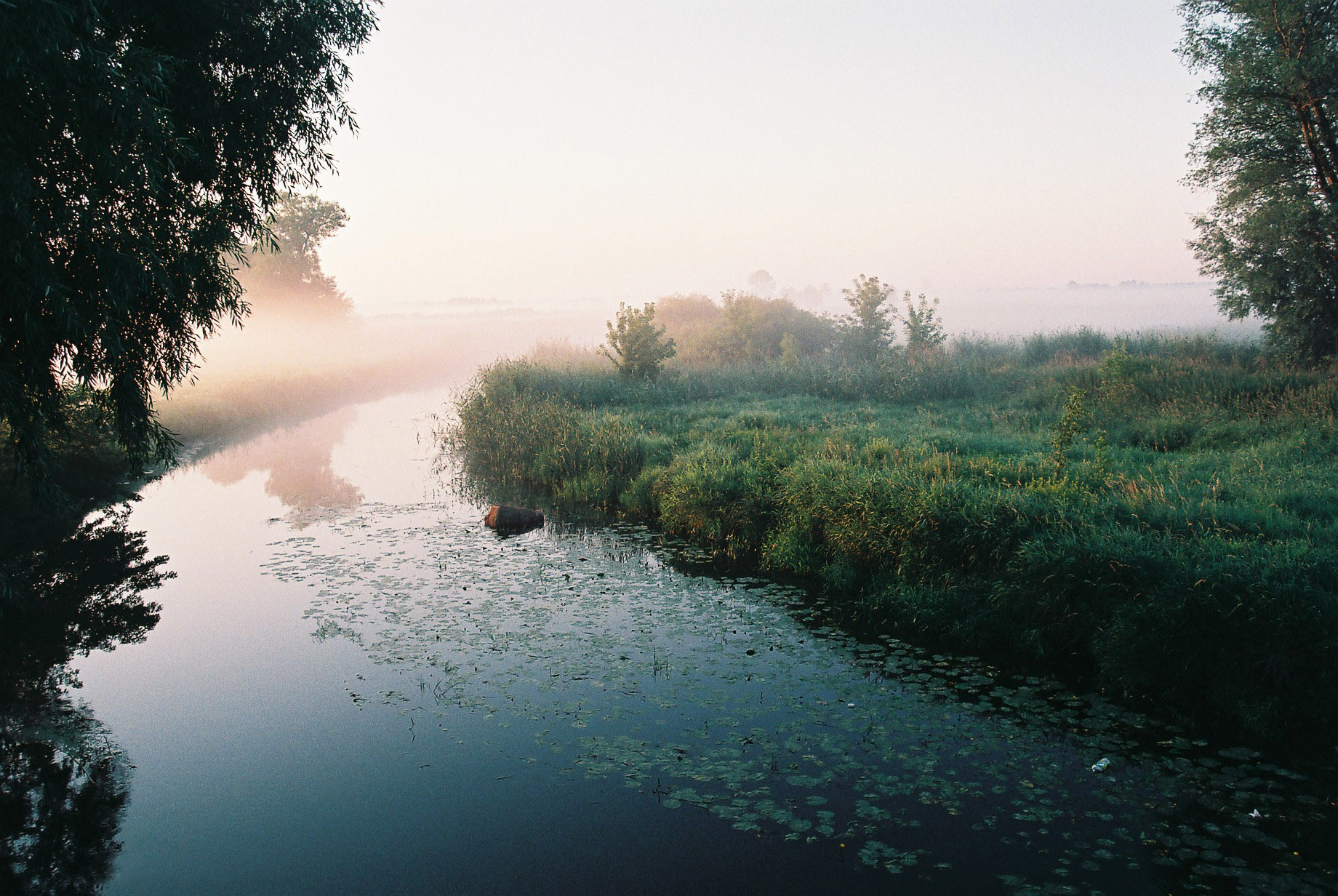
Tyśmienica w Niewęgłoszu. Widoczne nymfeidy i rośliny szuwarowe. MIR=37,87 określający drugą klasę jakości.

Makrofitowy Indeks Rzeczny – jeden z biologicznych wskaźników jakości wód stosowany w biomonitoringu wód płynących, opracowywany na podstawie występowania wybranych makrofitów potraktowanych jako gatunki wskaźnikowe. Określenie MIR jest elementem procedury MMOR (Makrofitowej Metody Oceny Rzek). Analogicznym wskaźnikiem stosowanym do oceny śródlądowych wód stojących jest Makrofitowy Indeks Stanu Ekologicznego. MIR jest użyteczny przy określaniu stanu troficznego, natomiast nie jest stosowany do wskazywania degradacji stanu ekologicznego innego typu (jak zakwaszenie czy skażenie substancjami toksycznymi).

## Sposób wyznaczania

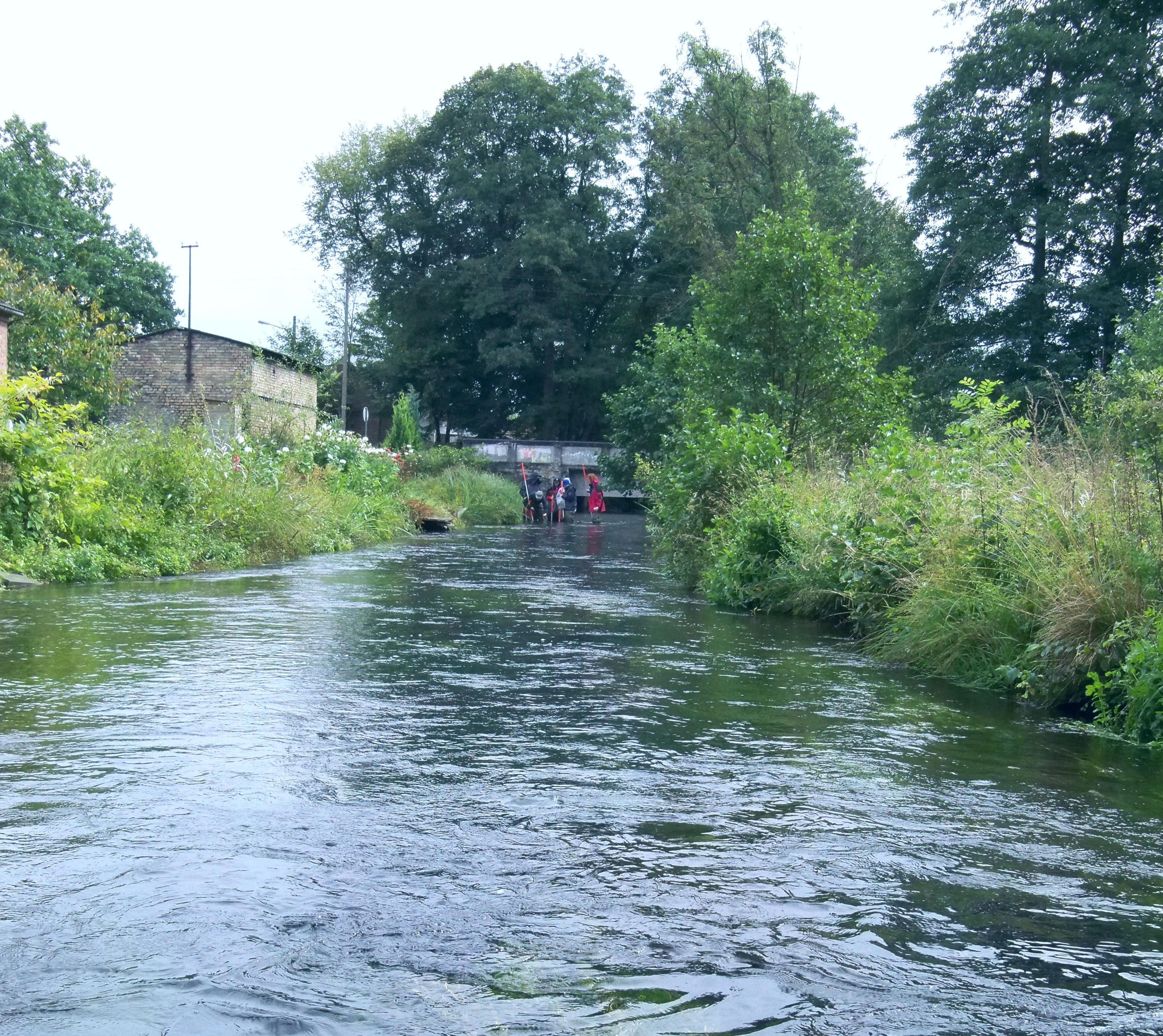
Grupa hydrobiologów podczas wykonywania Makrofitowej Metody Oceny Rzek

Makrofitowy Indeks Rzeczny jest jednym ze wskaźników stosowanych w klasyfikacji i monitoringu stanu jakości cieków naturalnych wyznaczonych przez polskie Ministerstwo Środowiska. Uwzględnia on zarówno samą obecność konkretnych gatunków, jak i ich obfitość. Wyznaczany jest na odcinku cieku (najczęściej stumetrowym). Obliczany jest według wzoru:
{\displaystyle \mathrm {MIR} \;=\;{\frac {\sum \limits _{i=1}^{n}L_{i}\cdot W_{i}\cdot P_{i}}{\sum \limits _{i=1}^{n}W_{i}\cdot P_{i}}}\cdot 10}
gdzie:
n – liczba gatunków branych pod uwagę w badaniu
Li – wartość wskaźnikowa gatunku i (1 – wskaźniki najwyższej trofii, 10 – wskaźniki najniższej trofii)
Wi – współczynnik wagowy gatunku i (1 – eurybionty, 3 – stenobionty)
Pi – współczynnik pokrycia dla gatunku i
Współczynnik pokrycia P podawany jest w dziewięciostopniowej skali zgodnie z poniższą tabelą:
| Procentowe pokrycie powierzchni | Wartość wsp. P |
| ------------------------------- | -------------- |
| <0,1                            | 1              |
| 0,1–1                           | 2              |
| 1–2,5                           | 3              |
| 2,5–5                           | 4              |
| 5–10                            | 5              |
| 10–25                           | 6              |
| 25–50                           | 7              |
| 50–75                           | 8              |
| >75                             | 9              |
Wskaźnik jest tak skonstruowany, że wody najbardziej zdegradowane osiągają wynik równy 10, a najmniej – 100 (przy czym dla rzek nizinnych nawet wody o najwyższej jakości nie przekraczają 60 punktów).

### Gatunki MIR

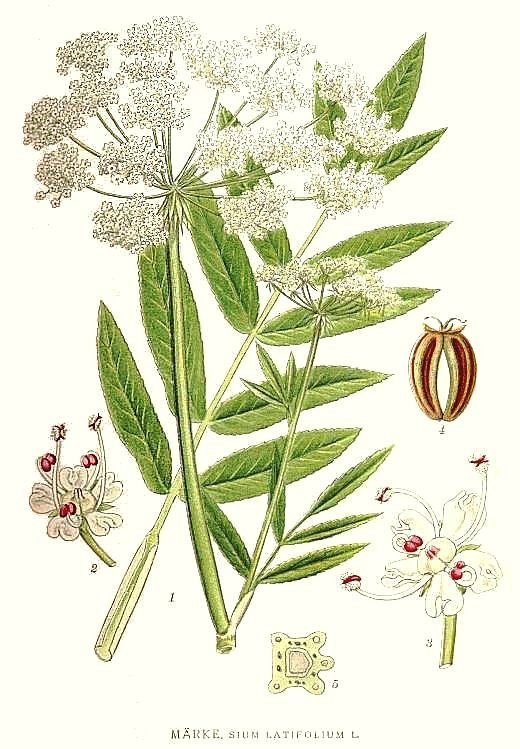
Marek szerokolistny (Sium latifolium) – gatunek o wysokiej wartości L

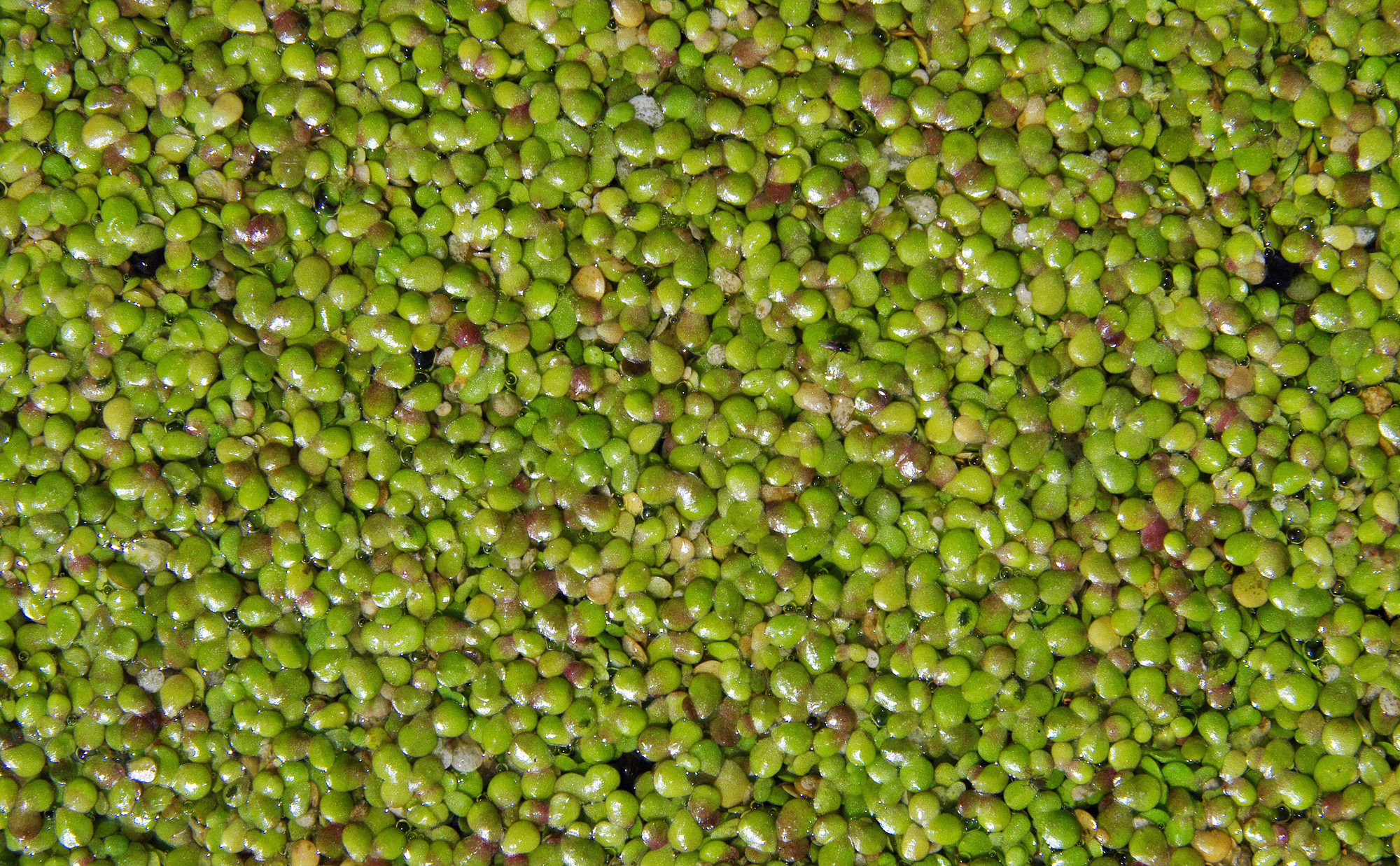
Rzęsa garbata (Lemna gibba) – gatunek o niskiej wartości L

Najwyższe wartości L mają gatunki charakteryzujące dobry (według kryteriów Ramowej Dyrektywy Wodnej, tzn. bliski stanowi naturalnemu) stan ekosystemu. Niektóre pospolite gatunki (np. trzcina pospolita) nie są uwzględniane przy wyznaczaniu MIR z powodu zbyt dużej tolerancji ekologicznej; gatunki te są słabymi bioindykatorami. Pełna lista gatunków (a w niektórych przypadkach rodzajów) liczy 153 pozycji (103 rośliny nasienne, 3 paprotniki, 20 mchów, 10 wątrobowców, 17 glonów). Przykładowe gatunki o zdefiniowanej wartości L i W to:
| Gatunek                   | Wartość wsk. L | Wartość wag. W |
| ------------------------- | -------------- | -------------- |
| gałęzatka                 | 1              | 1              |
| grążel żółty              | 4              | 2              |
| grzybienie białe          | 6              | 2              |
| jeżogłówka pojedyncza     | 4              | 2              |
| kosaciec żółty            | 6              | 2              |
| łączeń baldaszkowy        | 5              | 2              |
| manna mielec              | 3              | 1              |
| marek szerokolistny       | 7              | 1              |
| miechrza                  | 10             | 3              |
| mięta nadwodna            | 5              | 1              |
| moczarka kanadyjska       | 5              | 2              |
| mozga trzcinowata         | 2              | 1              |
| Nardia sp.                | 10             | 3              |
| pałka szerokolistna       | 2              | 2              |
| pałka wąskolistna         | 3              | 2              |
| przetacznik bobowniczek   | 4              | 1              |
| rdest ostrogorzki         | 3              | 1              |
| rdestnica grzebieniasta   | 1              | 1              |
| rdestnica nawodna         | 3              | 2              |
| rdestnica połyskująca     | 4              | 3              |
| rdestnica przeszyta       | 4              | 2              |
| rdestnica ściśniona       | 4              | 2              |
| rogatek sztywny           | 2              | 3              |
| ryzoklonium               | 1              | 1              |
| rzepicha ziemnowodna      | 3              | 1              |
| rzęsa drobna              | 2              | 2              |
| rzęsa garbata             | 1              | 3              |
| skrzyp bagienny           | 6              | 2              |
| strzałka wodna            | 4              | 2              |
| spirodela wielokorzeniowa | 2              | 2              |
| szalej jadowity           | 6              | 2              |
| szczaw lancetowaty        | 4              | 1              |
| tatarak zwyczajny         | 2              | 3              |
| trędownik skrzydlaty      | 4              | 1              |
| turzyca błotna            | 4              | 1              |
| turzyca brzegowa          | 4              | 2              |
| wywłócznik kłosowy        | 3              | 2              |
| żabieniec babka wodna     | 4              | 2              |
| żabiściek pływający       | 6              | 2              |

## MIR a klasy jakości wód
Wartości MIR rozgraniczające klasy jakości wód, według Rozporządzenia Ministra Środowiska z dnia 20 sierpnia 2008 r. w sprawie sposobu klasyfikacji stanu jednolitych części wód powierzchniowych, są przyjmowane różnie w zależności od rodzaju cieku (głównie materiału, z jakiego zbudowane jest jego koryto). 
- Dla potoków nizinnych lessowych lub gliniastych, potoków nizinnych piaszczystych, rzek nizinnych piaszczysto–gliniastych, rzek przyujściowych będących pod wpływem wód słonych, potoków organicznych, rzek w dolinie zatorfionej, cieków łączących jeziora:

| Klasa jakości | Dolna granica wartości MIR |
| ------------- | -------------------------- |
| klasa I       | 44,5                       |
| klasa II      | 35                         |
| klasa III     | 25,4                       |
| klasa IV      | 15,8                       |
| klasa V       | -                          |
- Dla potoków nizinnych żwirowych, rzek nizinnych żwirowych:

| Klasa jakości | Dolna granica wartości MIR |
| ------------- | -------------------------- |
| klasa I       | 47,1                       |
| klasa II      | 36,8                       |
| klasa III     | 26,5                       |
| klasa IV      | 16,2                       |
| klasa V       | -                          |
- Dla wielkich rzek nizinnych:

| Klasa jakości | Dolna granica wartości MIR |
| ------------- | -------------------------- |
| klasa I       | 37,9                       |
| klasa II      | 35                         |
| klasa III     | 32,1                       |
| klasa IV      | 29,2                       |
| klasa V       | -                          |